# Over alle grænser
 For alternative betydninger, se Over alle grænser (flertydig). (Se også artikler, som begynder med Over alle grænser)
Over alle grænser er en dansk film fra 1958. En film om en desillusioneret frue, som – for en tid – kører ud i det blå med en lastbilchauffør.
- Manuskript og instruktion Svend Aage Lorentz.

## Medvirkende
- Helle Virkner
- Holger Juul Hansen
- Tove Maës
- John Wittig
- Ebba Amfeldt
- Louis Miehe-Renard
- Jakob Nielsen
- Børge Møller Grimstrup
- Carl Johan Hviid